# Polline

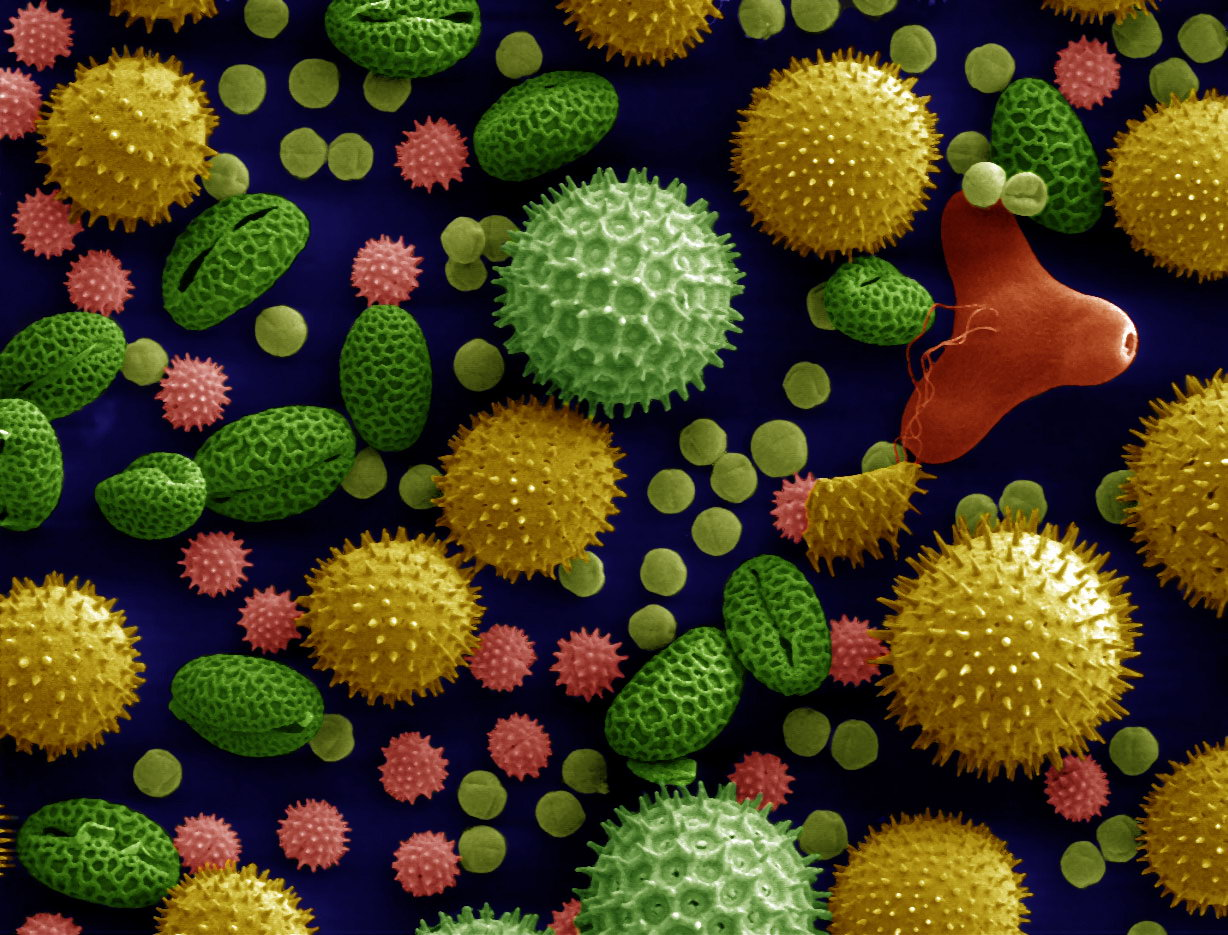
Immagine al microscopio elettronico: visibili pollini di girasole (Helianthus annuus, in colore rosa), campanelle (Ipomoea purpurea, in verde chiaro, grandi), Sidalcea malviflora (in giallo), giglio (Lilium auratum, in verde scuro), primarosa (Oenothera fruticosa, in rosso) e ricino (Ricinus communis, in verde chiaro, piccoli).
L'estrema variabilità della superficie pollinica è dovuta alla modalità di dispersione.

Il polline o granulo pollinico è l'insieme dei microgametofiti prodotti dalle spermatofite. Nelle gimnosperme è prodotto dai coni maschili, nelle angiosperme è prodotto nelle antere. La funzione principale del polline è il trasporto del gamete maschile nei pressi di quello femminile.
I granuli di polline hanno una particolare parete costituita da sporopollenina un polimero estremamente resistente e stabile che protegge i pollini durante il loro viaggio dagli stami al pistillo nelle angiosperme, o dal cono maschile al cono femminile nelle gimnosperme. Se il polline cade su un pistillo o cono femminile compatibile, germina producendo un tubetto pollinico che trasferisce il gamete maschile all'ovulo al cui interno è contenuto il gamete femminile.
Si presenta con forme diverse: sferiche, ovoidali, vermiformi e poliedriche. Il colore può essere giallo, rossiccio, bruno, bianco o azzurro-verdastro. Il polline è molto ricco di sostanze proteiche e rappresenta un'importante fonte alimentare per molti insetti. La scienza che studia i pollini è chiamata palinologia.

## Struttura
Il polline è una struttura aploide e, a seconda del suo stadio di sviluppo, può essere unicellulare (in questo stadio è la microspora) o pluricellulare (in questo stadio è il gametofito maschile). Di per sé il polline non è il gamete maschile ma il suo contenitore. Le dimensioni dei granuli pollinici sono molto variabili, da 250 micrometri (Cucurbita) a 5 micrometri (Myosotis).
Ogni granulo di polline contiene delle cellule vegetative (nelle angiosperme è presente una singola cellula vegetativa, nella gimnosperme sono diverse) e una cellula generativa (riproduttiva che dividendosi per mitosi origina i gameti). La cellula vegetativa produce il tubetto pollinico e la cellula generativa si divide per formare i due gameti.

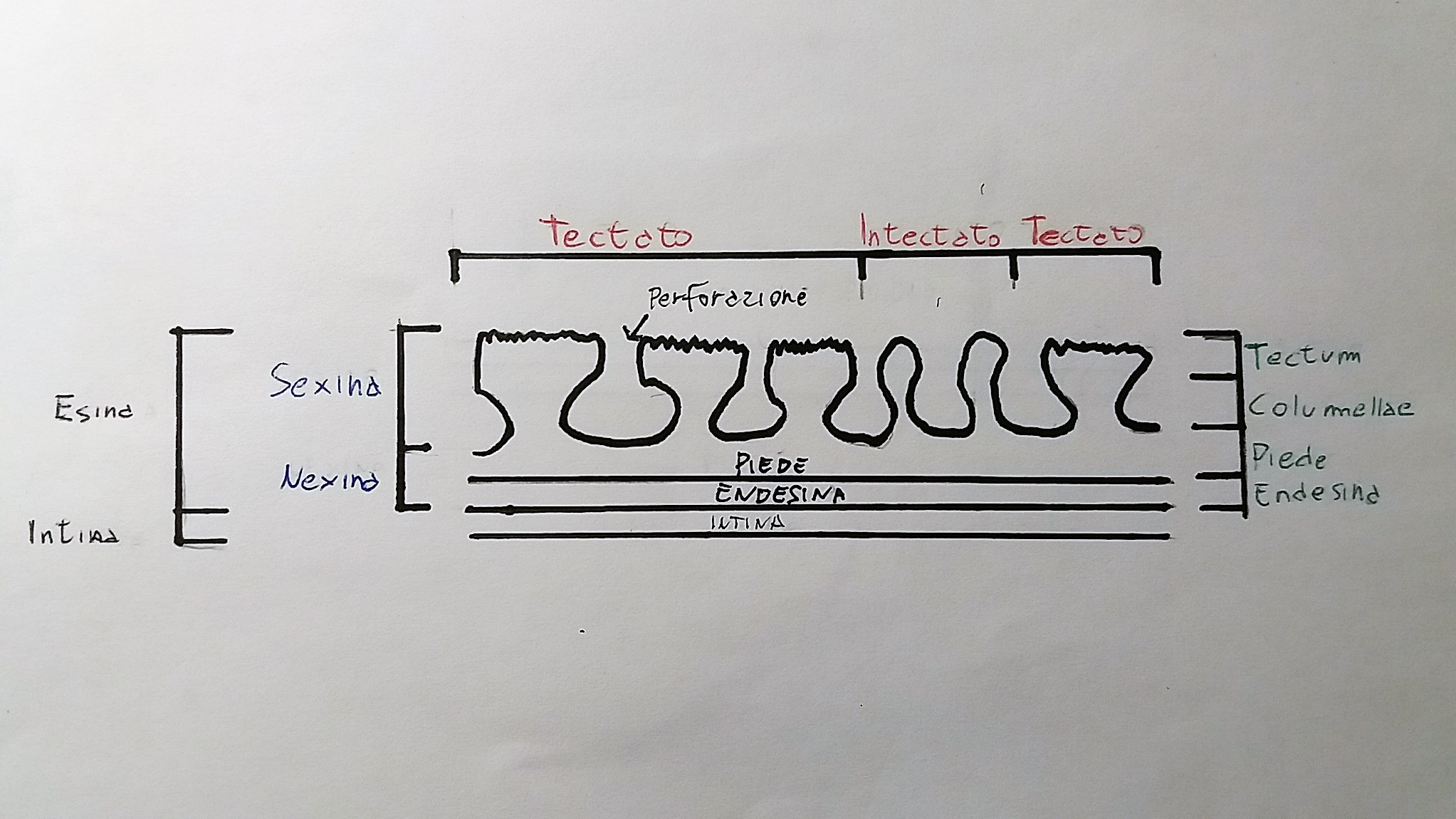
Rappresentazione schematica della parete pollinica di un'angiosperma

Il polline, con l'eccezione di alcune piante acquatiche sommerse,  è caratterizzato da due pareti; la parte esterna viene detta esina, la parte più interna intina. L'esina è costituita da sporopollenina mentre l'intina è formata da polisaccaridi (cellulosa, emicellulosa, callosio).
La parte più esterna dell'esina, la sexina, è formata da columellae che sorreggono un tectum. La parte più interna dell'esina è composta dalla nexina, che si suddivide a sua volta nel piede verso l'esterno e nell'endesina verso l'interno.
Tutto ciò si manifesta con strutture, disegni e ornamentazioni diverse.
Sull'esina, sui pori e sull'intina sono presenti anche enzimi, proteine e glicoproteine (pollenkit) che servono al granulo per farsi riconoscere dalla parte femminile del fiore; se non viene riconosciuto si possono verificare meccanismi di incompatibilità gametofitica. Nelle piante a impollinazione anemofila, la quantità di pollenkit è bassa.

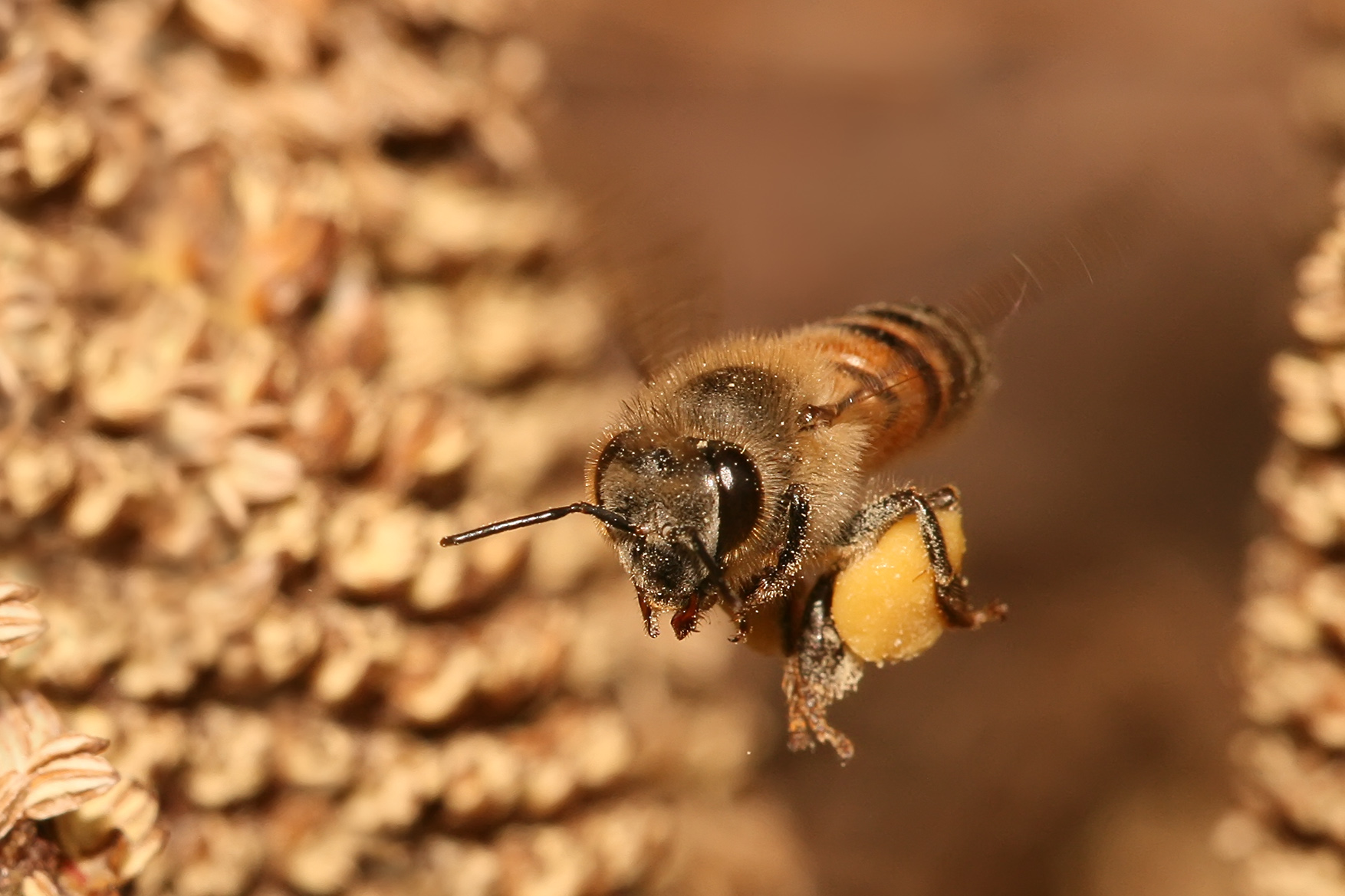
Un'ape riporta all'alveare il polline accumulato nella cestella.

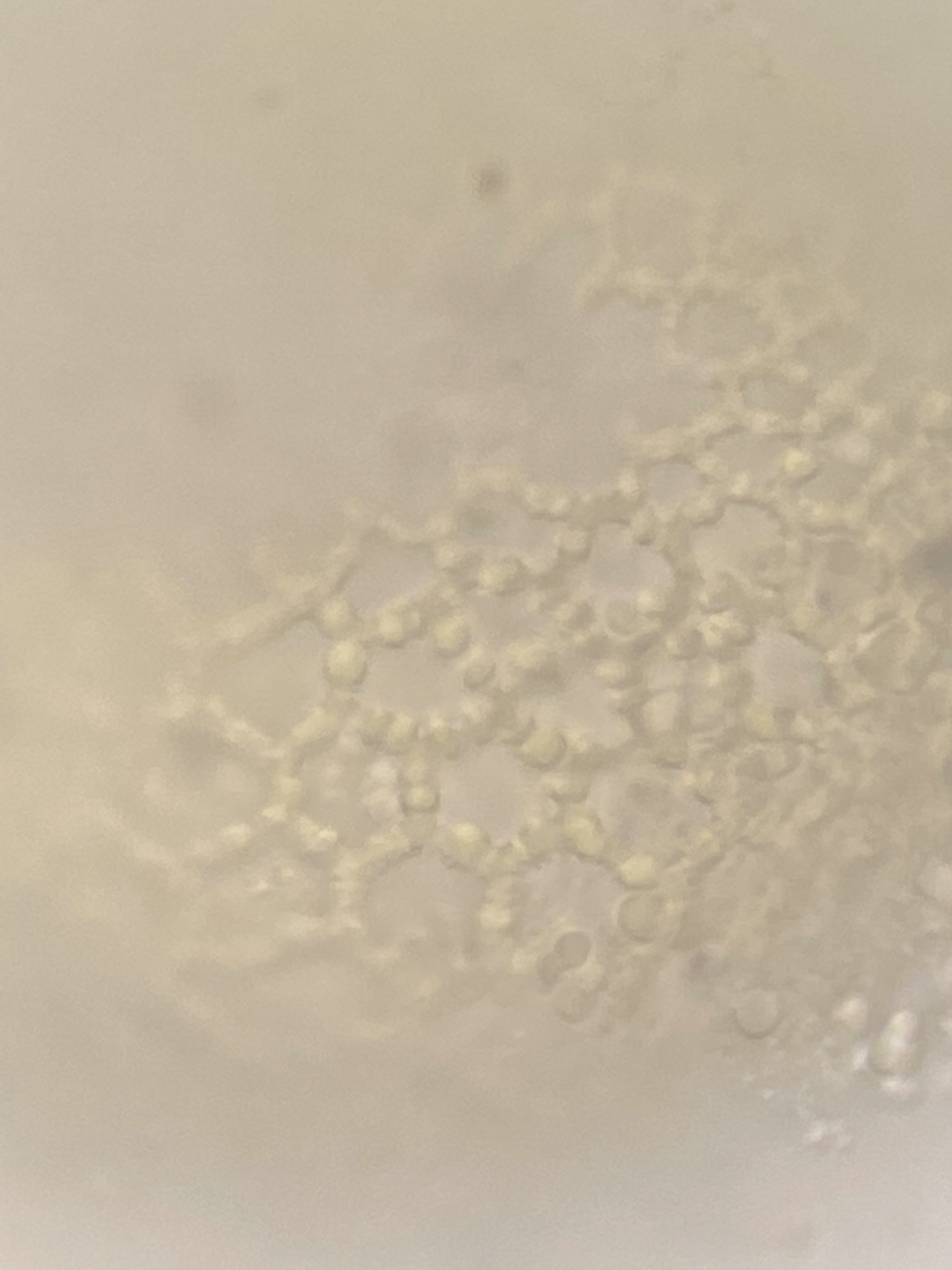
Struttura omobrocata dell'esina del polline type B di Armeria arenaria (Pers.) Schult. al microscopio ottico.

Nelle angiosperme il polline è contenuto nell'antera, la parte fertile dello stame, all'interno del fiore.

## Morfologia
Nelle angiosperme la morfologia del polline è estremamente varia; si utilizzano le seguenti terminologie:
- Monadi se i granuli sono singoli
- Diadi se i granuli sono a gruppi di 2
- Tetradi se i granuli sono a gruppi di 4
- Poliadi se i granuli sono riuniti in massule

Le aperture dei pollini possono essere di forma differente:
- pollini colpati se le aperture hanno forma di fessura
- pollini porati se le aperture sono isodiametriche
- pollini colpoporati se sono presenti entrambi i tipi di aperture

## Genesi del polline o microgametogenesi (angiosperme)
Il polline si origina dal tessuto archesporiale (o meglio microsporocito 2n), grazie alle cellule madri delle microspore. Il tessuto archeosporiale è contenuto nelle sacche polliniche (microsporangio) delle antere, ed è intimamente rapportato col tappeto, che provvede alla nutrizione e costruzione della parete pollinica (Sporoderma).
Nella fase preparatoria, le cellule madri delle microspore depositano, all'interno delle sacche polliniche, uno strato di callosio tra la parete primaria e il citoplasma, con la funzione di isolarle dal mondo esterno. Ciò indica che le cellule madri delle microspore sono pronte per la seconda fase (sporogenesi).
Nella seconda fase, attraverso la meiosi dei microsporociti (2n), si origina una tetrade di spore (4 microspore n). Il tappeto, al termine della produzione delle microspore, rilascia l'enzima callasi, che idrolizza il callosio e permette la liberazione delle cellule neo-formate. Il tappeto alla fine degenera. Successivamente la microspora compie una prima mitosi asimmetrica che genera due cellule [Figura C] le quali, per eliminazione del setto intracellulare, formano il granulo pollinico bi-nucleato (2 nuclei aploidi n).

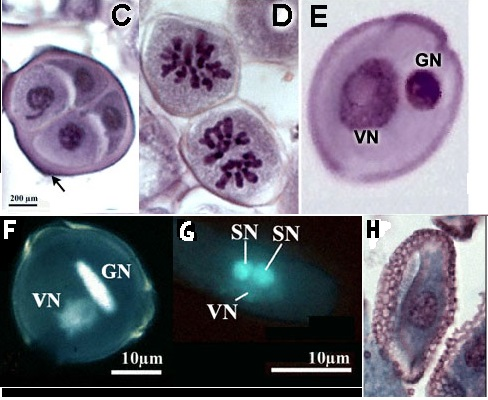
C- Tetrade di microspore
D-Prima divisione mitotica (anafase) per la formazione del granulo pollinico bi-nucleato.
E- Nucleo vegetativo o del tubetto (VN) e nucleo generativo (GN) prima della seconda divisione mitotica.
F-Polline di tabacco in procinto della seconda divisione mitotica a carico delle cellule generative.
G-Polline di tabacco che ha concluso la seconda divisione mitotica, si notino i due nuclei generativi (SN) e il nucleo vegetativo o del tubetto (VN).
H- Polline maturo, si noti al centro il nucleo vegetativo.

Il granulo pollinico ora è costituito da un nucleo vegetativo o del tubetto (più grande) e un nucleo generativo (più piccolo) [Figura E]. La formazione del polline si conclude con una seconda mitosi a carico del nucleo generativo [Figura G]. A seconda della famiglia di appartenenza possono verificarsi due condizioni:
1. Il polline esegue una seconda mitosi al momento della germinazione del polline sullo stigma o dopo il rilascio dall'antera (ad esempio Rosaceae, Cucurbitaceae, Oleaceae)[1]
2. Il polline si presenta già trinucleato (3 nuclei aploidi) nella sacca pollinica prima della deiscenza dell'antera (ad esempio Poaceae, Brassicaceae, Asteraceae)[1]

Solamente durante la germinazione del polline sullo stigma potremmo parlare di microgametofito.
Questi nuclei aggiuntivi andranno a effettuare la doppia fecondazione per formare un endosperma secondario triploide, condizione tipica ed esclusiva delle angiosperme.

## Genesi del polline o microgametogenesi (gimnosperme)
Partendo dalla somatogenesi nelle gimnosperme, avendo data per conclusa la sporogenesi, la meiospora subisce una prima divisione mitotica e si formano 2 cellule. Una si chiama protallare e non si dividerà più. L’altra cellula subisce una seconda divisione; questa seconda divisione origina una seconda protallare, e un'altra cellula ancora (A). Appena si arriva a questa fase con 3 cellule, finisce la somatogenesi.
 
Questo è il corpo del gametofito maschile maturo nella generalità delle gimnosperme. Si chiamano protallari per rimarcare l’omologia di fondo con il protallo delle felci o altri gruppi. 
Da qui inizia la gametogenesi. La cellula A, detta cellula iniziale dell’anteridio, cioè del gametangio maschile, si divide una prima volta formando due cellule. Una si chiama cellula del tubetto pollinico (T); l'altra è più piccola, immersa nel citoplasma della cellula più grande, e si chiama cellula generativa (G).
 
La cellula del tubetto pollinico (T) non si dividerà più e avrà il compito di costruire il tubetto pollinico; mentre la cellula generativa (G) si divide un'altra volta e va a formare 2 cellule, immerse nel citoplasma della cellula T. Una di queste due nuove cellule si chiama cellula peduncolare e non si dividerà più a sua volta; l’altra (B) si ridivide per dare le due cellule spermatiche (Sp).
 
Quindi nel polline generico di una generica gimnosperma, otteniamo 6 cellule di cui 2 sono già i gameti maschili pronti per essere dispersi e altre 2, quella peduncolare e quella del tubetto pollinico, corrispondono a ciò che resta d di quello che era l’anteridio (gametangio maschile) ormai vestigiale e sottoposto a estrema riduzione. Ciò che resta del gametofito vegetativo vero sono solo le 2 protallari, che risultano dalle divisioni somatogenetiche.

## Curiosità

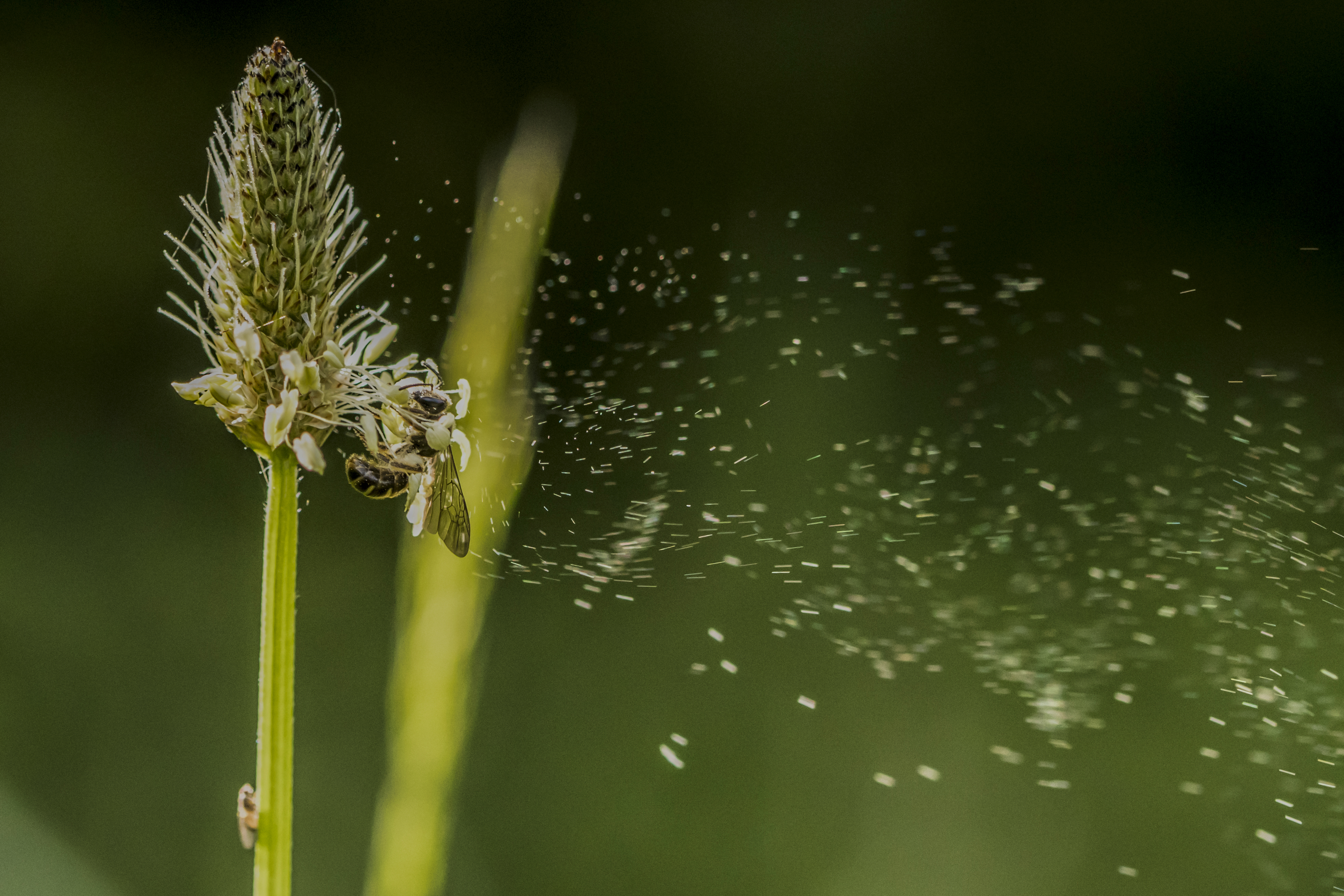
Polline mosso dal vento

- A proteine e a glicoproteine sono imputabili i fenomeni allergenici; il polline, soprattutto di alcune famiglie (Betullaceae, Cupressaceae, Fagaceae, Oleaceae, Poaceae, Urticaceae, Asteraceae) se giunge a contatto con le mucose dell'apparato respiratorio può scatenare, in persone predisposte, fastidiose e dannose forme allergiche.
- La sporopollenina è così resistente alla degradazione che è possibile ritrovare depositi fossili di polline, rendendo il polline di notevole importanza negli studi paleobotanici.
- L'impollinazione anemofila è collegata a una maggiore produzione di polline; sono presenti 10 000 granuli pollinici in Betula L. (impollinazione anemofila) per sacca pollinica contro i 64 granuli pollinici per antera in Malva L.[10] (impollinazione entomofila).
- Nell'impollinazione anemofila, la maggior parte del polline si deposita al suolo.
- Nelle Apocynaceae e nelle Orchideaceae, la presenza di pollinidi riduce sensibilmente la quantità di polline necessario alla fecondazione, dato che la quantità sprecata è molto bassa.[12]
- Si noti come nelle angiosperme la fase gametofitica maschile è ridotta a poche cellule, confermando la riduzione gametofitica spinta dall'evoluzione.
- Il polline tricolpato è una caratteristica delle eudicotiledoni.[13]
- A differenza degli spermatozoidi, i gameti delle spermatofite vengono trasportati all'interno della cellula uovo (nelle gimnosperme per disidratazione di un liquido zuccherino, nelle angiosperme per emissione del tubetto pollinico), quindi non hanno bisogno dell'acqua per effettuare la fecondazione. Questo ha permesso la colonizzazione della totalità delle terre emerse.[1]

## Nutrizione
Il polline è un alimento ampiamente utilizzato dagli insetti, è ricco di molti elementi dal valore nutrizionale, ma solo di recente gli apicoltori hanno imparato a raccoglierlo dalle api e a commercializzarlo, vedi: polline d'api.
Tuttavia il suo uso come alimento e integratore alimentare è da attuare con attenzione a causa delle contaminazioni causate dalle pratiche agricole.